# تيميتوب أديشينا
تيميتوب سيمبيات أديشينا (من مواليد 11 نوفمبر 1998) هي لاعبة قفز عالي نيجيرية، حطمت الرقم القياسي الوطني في القفز العالي عام 2024. في يونيو 2022 فازت بالميدالية الفضية في القفز العالي في بطولة أفريقيا لألعاب القوى 2022 في سان بيير، موريشيوس. انضمت إلى جامعة تكساس للتكنولوجيا في عام 2023، وتنافست في الأماكن المغلقة في أوائل عام 2024 وقفزت أفضل رقم شخصي ورقم قياسي وطني يبلغ 1.96 مترًا في تكساس. في بطولة الرابطة الوطنية لرياضة الجامعات في يوجين، أوريغون في 8 يونيو 2024 قفزت أفضل رقم شخصي ورقم قياسي وطني، 1.97 مترًا لتلبية معيار التأهل للألعاب الأولمبية 2024.
في يوليو 2024 تم تسميتها رسميًا كجزء من الفريق النيجيري لأولمبياد باريس 2024. شاركت أيضا في دورة الألعاب الأولمبية الصيفية 2024 في القفز العالي للسيدات وحلت في المركز التاسع عشر في مرحلة التصفيات ولم تتأهل إلى المرحلة النهائية.